# Agadez
Agadez ili Agades je najveći grad u sjevernom Nigeru i glavni grad istoimene nigerske regije, s populacijom od 88.569 stanovnika (popis iz 2005. god.). Nalazi se u Sahari i središte je Aïra, tradicionalnog Tuareško-Berberskog saveza.
Povijesno središte Agadeza sadrži brojne zemljane nastambe i dobro sačuvanu skupinu vladarskih vjerskih građevina, od kojih i 27 m visok adobe minaret, najvišu građevinu te vrste na svijetu. Zbog toga je 2013. god. upisano na UNESCO-ov popis mjesta svjetske baštine u Africi kao „kulturno mjesto predaka, živih trgovačkih i obrtničkih tradicija i razvijene zemljane gradnje”.

## Povijest
Grad je osnovan u četrnaestom stoljeću i postupno je postao najvažniji Tuareški grad, istisnuvši Assodé. Razvija se zbog trgovine često je odredište karavana koje donose sol iz Bilma.
Godine 1449., Agadez je postao sultanat, a oko 1500. osvojilo ga je Songajsko Carstvo. U tom trenutku, grad je imao populaciju od oko 30.000 ljudi i bio je ključni za prolaz srednjovjekovnih karavana između Zapadne Afrike gradova Kano i Timbuktu te sjevernoafričkih oaza Gadamesa, Gata i Tripolija na mediteranskoj obali. Nakon Marokanske invazije broj stanovika pada na manje od 10.000. Agadez je bio najudaljenija točka Osmanskog Carstva u afričkom kontinentu do 19. stoljeća. Zatim je okupirana od strane francuskog kolonijalnog carstva. Pod vlašću Francuza je od 1900. god. Bio je središte tuareške pobune koju je vodio Ag Muhamed Koacen 1914. god., a koju su Francuzi ugušili 1916. godine.
Tuarezi su se u ovom području pobunili i od 1990. – 95. god., ovaj put za osamostaljenje od država Mali i Niger, a koju je malijska vojska ugušila snažnom protuakcijom. Ponovna pbuna od veljače 2007. god. je okončana uz posredništvo Libije i frakcijskim podjelama među pobunjenicima u svibnju 2009. god.
Danas je Agadez uspješno trgovište i središte prijevoza uranija koji se iskapa u njegovoj okolici, u Arlitu.

## Znamenitosti
Poznat kao „Ulaz pustinje”, grad Agadez na južnom rubu Sahare se razvio u 15. i 16. stoljeću kada su se tuareška plemena smjestila u gradu poštujući granice starih tabora, što je oblikovalo ulice koje su još uvijek na istom mjestu i danas. Tako je povijesno središte grada, važno raskrižje karavanske trgovine, podijeljeno u 11 četvrti nepravilnog oblika. U njima se nalaze brojne zemljane građevine od kojih je najvažnija Velika džamija u Agadezu s 27 m visokim minaretom, najvišom adobe građevinom na svijetu. Džamija je izvorno izgrađena 1515. godine, ali je današnja nastala tijekom obnove 1844. god. Tu su također i Palača Kaocen (danas gradski hotel) i Sultanova palača.
Grad je poznat i po svojoj tržnici deva, te proizvodnji predmeta od srebra i kože.
Neki od agadeških glazbenika su ostvarili svjetsku slavu, kao što su tuareški gitarist Bombino, skupina Inerane i dr.
Agadeška internacionalna zračna luka je nazvana Mano Dayak, po tuareškom vođi koji je rođen u ovoj regiji.
- Tradicionalna agadeška adobe kuća
- Tuareg ispred tradicionalne adobe kuće
- Agadeška tržnica deva
- Oprema za šamane na agadeškoj tržnici
- Prženi skakavci na tržnici

## Vanjske poveznice
- Agadez.org (fr.) (engl.)
- Agadez, the touareg capital of the nigerien region of Air (engl.)
- Interaktivni zemljovid regije Agadez